# 酷狗寶貝：剃刀邊緣
《酷狗寶貝：剃刀邊緣》（英語：A Close Shave）是一部1993年上映的英國定格動畫短片，為《酷狗寶貝》系列的第三部作品。短片由尼克·帕克執導、編劇和製作，由阿德曼动画與酷狗寶貝有限公司、BBC布里斯托以及BBC兒童頻道聯合製作。影片講述華萊士與阿高試圖阻止一隻陰險的狗普雷斯頓（Preston）操縱的偷羊行動。
本片不僅贏得廣泛好評，還榮獲第68屆奧斯卡最佳動畫短片獎。此外，以劇中小羊「笑笑羊」為主角的衍生電視劇《笑笑羊》於2007年正式開播。

## 故事概要
華萊士（Wallace，由彼德·沙利斯配音）與他的忠實狗夥伴阿高（Gromit）經營一家窗戶清潔業務。在一次工作中，華萊士對一家羊毛店的店主溫多琳·拉姆斯伯頓（Wendolene Ramsbottom、由安·萊德配音）一見鍾情。然而，溫多琳的狗普雷斯頓卻暗中從事偷羊活動好為羊毛店供應貨源。一次，一隻迷路的小羊闖進華勒斯的家，華萊士用他的「自動編織機」（Knit-o-Matic）將羊剪毛，並把羊毛織成毛衣，還為這隻羊取名為「笑笑羊」（Shaun）。
普雷斯頓偷走了編織機的設計圖。當阿高調查此事時，卻被普雷斯頓抓住並誣陷為偷羊者，導致阿高遭到逮捕入獄。與此同時，華萊士的家中湧入大量迷路的羊群，場面一片混亂。華萊士與羊群成功救出阿高，並一起躲入郊外的田野中。不久，溫多琳與普雷斯頓開著卡車前來，試圖將羊群抓走。當溫多琳要求普雷斯頓停止這些犯罪行為時，普雷斯頓將她與羊群一同鎖進卡車，並打算將他們送到狗食工廠製成狗食。
華萊士與阿高展開追逐，途中葛羅米特的摩托車邊車意外分離，但他啟動了邊車的飛機模式，繼續從空中追趕。華萊士則不幸被困在卡車內，與溫多琳和羊群一起被運往工廠。在那裡，普雷斯頓用巨大的「自動編織機」準備將他們處理。關鍵時刻，笑笑羊逃脫並啟動霓虹招牌以暴露工廠的位置，幫助阿高找到他們。阿高攻擊普雷斯頓，並將他吸入編織機，剝去了他的外層「毛髮」。
溫多琳隨後揭露，普雷斯頓其實是一個由她已故父親製造的機器人，他的邪惡行為源於內部系統的故障。編織機為普雷斯頓製作了一件毛衣，意外觸發了控制系統，導致所有人險些掉進絞肉機中。在緊要關頭，笑笑羊推動普雷斯頓掉入絞肉機，徹底解決危機。最後，阿高洗清冤屈，而華萊士則將普雷斯頓重建成一個溫順的遙控機器狗。影片的尾聲，溫多琳離開時坦言自己對起司過敏，令華萊士頗為傷心。當華勒斯準備用奶酪安慰自己時，卻發現所有奶酪都已被笑笑羊吃光。

## 製作過程
阿德曼动画聯合創始人彼得·洛德曾要求尼克·帕克簡化劇本，使影片時長保持在30分鐘內。洛德提到，劇本中曾包含一場「我們有史以來最好的被刪除場景」，該場景是華勒斯與溫多琳在克魯站的浪漫場面，靈感來自經典電影《相見恨晚》。

## 評價
《剃刀邊緣》在評論界廣受好評，根據評論匯總網站爛番茄，該影片上獲得100%的好評率，基於19條評論，平均評分為8.6/10。

## 外部連結
- 官方网站
- 互联网电影数据库（IMDb）上《酷狗寶貝：剃刀邊緣》的资料（英文）
- 爛番茄上《酷狗寶貝：剃刀邊緣》的資料（英文）